# Wiesław Banyś
Wiesław Banyś, né le 30 août 1951 à Olkusz, est un universitaire polonais, recteur de l'université de Silésie à Katowice de 2008 à 2016, président de la Conférence polonaise des recteurs.

## Biographie
Wiesław Banyś a achevé ses études de philologie romane à l'université Jagellonne de Cracovie en 1974. Il a soutenu sa thèse de doctorat intitulée Ambigüité référentielle des descriptions indéfinies en français à la faculté de philologie de l'université de Silésie en 1981 et sa thèse d'habilitation Théorie et Sémantique « si ... Alors » Aspects sémantico-logiques de la proposition conditionnelle à l'université de Varsovie en 1990.
Il a effectué de nombreux séjours d'études et de recherche dans les universités étrangères (dont 6 à la Sorbonne). Il a enseigné en 2004 comme professeur invité à l’université Paris XIII. Il est membre de cinq sociétés savantes de linguistique en Pologne, en France et aux États-Unis.
Il a reçu le titre de professeur en 2001 et a été élu recteur de l'université de Silésie à Katowice en 2008, réélu en 2012 pour un second mandat de quatre ans. Il est président de la Conférence des recteurs des universités polonaises de 2008 à 2012 et de 2012 à 2016 président de la Conférence des recteurs des établissements d'enseignement supérieur et de recherche académiques polonais (Konferencja Rektorów Akademickich Szkół Polskich, KRASP).

## Recherches et publications
Ses recherches concernent la linguistique romane, en particulier :
- la grammaire sémantique ;
- la linguistique cognitive ;
- la linguistique informatique ;
- la traduction automatique et la traduction assistée par ordinateur.

## Distinctions honorifiques
Il est titulaire notamment de la Croix d'Or du mérite polonais et des Palmes académiques françaises.
En 2014, il est nommé chevalier de la Légion d'honneur.
Par arrêté royal du 10 octobre 2015, il est nommé officier de l'ordre de Léopold, dont la croix lui est remise en juin 2016.
L'université de pédagogie de Cracovie lui a remis le 12 mai 2014 un doctorat honoris causa